# Istapp
Istapp ist eine Band des schwedischen Melodic Black Metals, selbst beschreiben sie ihren Stil als „True Blekingsk Black Metal“. Der Name der Band stammt aus dem Schwedischen und bedeutet „Eiszapfen“.

## Geschichte
Die Band wurde 2000 gegründet und stammt aus Nattraby in der Provinz Blekinge. Die Band stand ab 2009 bei Metal Blade Records unter Vertrag und veröffentlichte im Juni 2010 ihr erstes Album Blekinge. Ihr zweites Album Frostbiten erschien 2015 bei Trollzorn Records, das dritte The Insidious Star  beim gleichen Label. Bis heute wurden drei Alben, drei Demos und eine Kompilation aufgenommen.

## Stil
In ihren Texten behandelt die Band oft Themen, die sich um Winter (bspw. Snö vom Album Blekinge, zu Deutsch „Schnee“; oder Fimbulvinter vom Album Frostbiten), Dunkelheit bzw. Abwesenheit der Sonne und insbesondere um absolute Kälte (bspw. I väntan på den absoluta nollpunktan vom Album Blekinge, zu Deutsch „In Erwartung des absoluten Nullpunktes“; oder Primum frigidum vom Album Frostbiten) drehen.

## Diskografie
Demos
- 2005: Må det aldrig töa (CDR; Eigenvertrieb)
- 2006: Ljusets förfall (CDR; Eigenvertrieb)
- 2007: Promo (CD; Eigenvertrieb)

Studioalben
- 2010: Blekinge (CD/CDR; Metal Blade Records)
- 2015: Frostbiten (CD/LP; Trollzorn Records / SMP)
- 2019: The Insidious Star (CD/LP; Trollzorn Records / SMP)

Singles
- 2022: Maifrost (MP3; Trollzorn Records / SMP)

Kompilationen
- 2007: Köldens union (CD/LP; Sol Invictus Records) LP-Veröffentlichung via War Anthem Records.